# 灞橋区
灞橋区（はきょう-く）は、中華人民共和国陝西省西安市に位置する市轄区。

## 行政区画
- 街道:紡織城街道、十里鋪街道、紅旗街道、席王街道、洪慶街道、狄寨街道、灞橋街道、新築街道、新合街道

## 遺跡
- 半坡遺跡：灞橋区滻河東岸で発掘された新石器時代の仰韶文化の遺跡。半坡文字と呼ばれる原文字の使用された形跡が見つかった。

## 観光
- 西安奥体中心